# Jean Carn
Sarah Jean Perkins (Columbus, Georgia; 15 de marzo de 1947), conocida por su nombre artístico Jean Carn o Jean Carne es una cantante estadounidense de r&b/soul, jazz y disco.

## Biografía
Carn nació en Columbus, Georgia. A la edad de cuatro años, se convirtió en miembro del coro de su iglesia.
Carn planeó continuar sus estudios en la Juilliard School of Music en la ciudad de Nueva York cuando conoció y se casó con el pianista de jazz Doug Carn (la pareja se divorció más tarde) y se convirtió en una vocalista destacada en su banda de jazz. La pareja se estableció en Los Ángeles, California, donde Carn hizo cuatro álbumes tempranos con su esposo, "Infant Eyes" , "Spirit of the New Land" , "Revelation" y "Adam's Apple". 
En 1976, Carn firmó con Philadelphia International Records de Kenneth Gamble y Leon Huff . Lanzó su álbum debut como solista en 1976. El sencillo debut "Free Love" llegó al número 23 de R&B. En junio de 1978, se lanzó su segundo álbum para el sello discográfico. Incluía el exitoso sencillo " Don't Let It Go to Your Head ".
El tercer álbum internacional de Carn, "When I Find You Love" , se publicó en 1979. El álbum incluía la canción escrita por Jerry Butler "Was That All It Was"  que, a pesar de no figurar en las listas, fue un gran éxito disco en los clubes del Reino Unido.

## Discografía

### Álbumes de estudio
| 1976                                                                         | Jean Carn            | 122 | 46 | 26 | Philadelphia International |
| 1978                                                                         | Happy to Be with You | —   | 55 | —  | Philadelphia International |
| 1979                                                                         | When I Find You Love | —   | 42 | 28 | Philadelphia International |
| 1981                                                                         | Sweet and Wonderful  | 176 | 38 | —  | TSOP                       |
| 1982                                                                         | Trust Me             | 210 | 37 | —  | Motown                     |
| 1986                                                                         | Closer Than Close    | 162 | 9  | —  | Omni                       |
| 1988                                                                         | You're a Part of Me  | —   | 40 | —  | Atlantic                   |
| 1995                                                                         | Carn Sings McCoy     | —   | —  | —  | Vammi                      |
| 1996                                                                         | Love Lessons         | —   | —  | —  | Moja                       |
| "-" denota una grabación que no se registró o no se lanzó en ese territorio. |                      |     |    |    |                            |

### Sencillos
| 1971                                                                         | "Peace"                                                   | —  | —   | —  | —  | Infant Eyes            |
| 1975                                                                         | "Valentine Love" (con Norman Connors & Michael Henderson) | 97 | 10  | —  | —  | Saturday Night Special |
| 1977                                                                         | "Free Love"                                               | —  | 23  | 18 | —  | Jean Carn              |
| 1977                                                                         | "You Got a Problem"                                       | —  | —   | 18 | —  | Jean Carn              |
| 1977                                                                         | "If You Wanna Go Back"                                    | —  | —   | 18 | —  | Jean Carn              |
| 1978                                                                         | "Happy to Be with You"                                    | —  | —   | —  | —  | Happy to Be with You   |
| 1978                                                                         | "Don't Let It Go to Your Head"                            | —  | 54  | —  | —  | Happy to Be with You   |
| 1978                                                                         | "There's a Shortage of Good Men"                          | —  | —   | —  | —  | Happy to Be with You   |
| 1979                                                                         | "My Love Don't Come Easy"                                 | —  | 43  | —  | —  | When I Find You Love   |
| 1979                                                                         | "Start the Fire"                                          | —  | —   | —  | —  | When I Find You Love   |
| 1979                                                                         | "Was That All It Was"                                     | —  | —   | 22 | —  | When I Find You Love   |
| 1979                                                                         | "What’s On Your Mind"                                     | —  | —   | 22 | —  | When I Find You Love   |
| 1979                                                                         | "Give It Up"                                              | —  | —   | 22 | —  | When I Find You Love   |
| 1980                                                                         | "I'm Back for More" (con Al Johnson)                      | —  | 26  | —  | —  | Back for More          |
| 1981                                                                         | "Sweet and Wonderful"                                     | —  | —   | —  | —  | Sweet and Wonderful    |
| 1981                                                                         | "Love Don't Love Nobody (Part 1)"                         | —  | 35  | —  | —  | Sweet and Wonderful    |
| 1982                                                                         | "If You Don't Know Me by Now"                             | —  | 49  | —  | —  | Trust Me               |
| 1982                                                                         | "Let's Stay Together" (con Bobby Militello)               | —  | 74  | —  | —  | Blow                   |
| 1986                                                                         | "Closer than Close"                                       | —  | 1   | —  | —  | Closer Than Close      |
| 1986                                                                         | "Flame of Love"                                           | —  | 21  | —  | —  | Closer Than Close      |
| 1987                                                                         | "Everything Must Change"                                  | —  | 79  | —  | —  | Closer Than Close      |
| 1988                                                                         | "Heartache"                                               | —  | —   | —  | —  | You're a Part of Me    |
| 1988                                                                         | "Ain't No Way"                                            | —  | 23  | —  | —  | You're a Part of Me    |
| 1988                                                                         | "Let Me Be the One"                                       | —  | —   | —  | 95 | You're a Part of Me    |
| 1996                                                                         | "Don't Stop Doin' Whatcha Doin'"                          | —  | 109 | —  | —  | Love Lessons           |
| 1998                                                                         | "Make Love"                                               | —  | —   | —  | —  | Love Lessons           |
| 2002                                                                         | "Somebody Bigger" (con Jeff Majors)                       | —  | 111 | —  | —  | Gotta Have Gospel      |
| "-" denota una grabación que no se registró o no se lanzó en ese territorio. |                                                           |    |     |    |    |                        |